# Мерфи, Питер
Пи́тер Джон Джозеф Мёрфи (англ. Peter John Joseph Murphy, р. 11 июля 1957 года) — британский музыкант, бывший вокалист группы Bauhaus, после распада которой начал сольную карьеру. Считается одним из основоположников и наиболее известных вокалистов готик-рока. Глубокий баритон Мёрфи и мрачные тексты его песен заложили традиции этого музыкального жанра, а его имидж стал образцом для многих последователей зародившейся в начале 1980-х годов готической субкультуры. Питера Мёрфи иногда называют «крёстным отцом готики» и «королём готов».

## Биография

### Ранние годы и участие в Bauhaus
Питер Мёрфи родился в Нортгемптоне, Англия , и провёл детство и юность в Веллингборо. В 1970-х годах он увлёкся панком и глэм-роком; среди его любимых исполнителей в то время были Дэвид Боуи и T.Rex. Сам Мёрфи никогда не играл ни в одной группе и не учился петь — он работал на печатной фабрике и не помышлял о карьере музыканта, поэтому предложение присоединиться к нортгемптонской рок-группе The Craze стало для него неожиданным; тем не менее, он согласился сделаться вокалистом нового коллектива, сформированного в 1978 году и получившего название Bauhaus.
В январе 1979 года Bauhaus записали дебютный сингл «Bela Lugosi’s Dead». Эта песня, изначально рассматривавшаяся участниками группы как шутка, быстро стала популярной (во многом благодаря экстравагантному поведению Мёрфи на сцене и его имиджу — он исполнял настоящие представления во время исполнения отдельных песен, покоряя аудиторию неимоверно выразительной жестикуляцией), положив начало развитию как готик-рока, так и субкультуры готов. К 1981 году, после выхода альбома In the Flat Field, группа приобрела широкую известность, которая лишь укрепилась, когда музыканты исполнили эпизодическую роль в фильме «Голод»; как отмечают критики, на тот момент Мёрфи уже был настоящей «готической иконой». «Я был не просто музыкантом, а Bauhaus — не просто группой; это была вся моя жизнь», — вспоминал впоследствии сам вокалист.
Однако в 1983 году Питер Мёрфи заболел пневмонией, не позволившей ему принять полноценное участие в записи альбома Burning From the Inside; к тому же между участниками коллектива стали всё чаще возникать разногласия. В результате группа распалась в июле того же года.

### Участие в Dali’s Car и раннее сольное творчество
Вскоре после прекращения деятельности Bauhaus Питер Мёрфи совместно с Миком Карном, участником Japan, организовал группу Dali’s Car. Первоначально музыканты сотрудничали относительно успешно, но спустя недолгое время между ними начались конфликты (как впоследствии говорил Карн, они были «слишком разными», чтобы работать вместе), а единственный студийный альбом дуэта — The Waking Hour 1984 года — оказался провальным с коммерческой точки зрения и получил преимущественно негативные отзывы критиков. На этом диске вокал Мёрфи претерпел некоторые изменения — он стал менее резким, более спокойным и медитативным. Группа Dali’s Car, по сути, прекратила существовать ещё до того, как альбом официально поступил в продажу.
Предложение Дэниела Эша возродить Bauhaus не заинтересовало Мёрфи. Он решил заняться сольной карьерой и в 1986 году выпустил дебютный лонгплей Should the World Fail to Fall Apart, в записи которого приняли участие несколько приглашённых музыкантов. На этом альбоме бывший «король го́тов» отошёл от мрачной стилистики, но критики встретили его переход к альтернативному року достаточно сдержанно, отметив некоторую фрагментарность и недоработанность записи. Интересно, что в композиции «The Answer Is Clear» певец вступил в своеобразный диалог со своим бывшим коллегой по Bauhaus Дэниелом Эшем, который ранее выпустил песню «The Movement of Fear» (в составе группы Tones on Tail), содержавшую завуалированные выпады в адрес Мёрфи.
Следующий сольный альбом Love Hysteria, изданный в 1988 году, оказался более успешным и позволил музыкальным критикам говорить о том, что Питер Мёрфи нашёл свой собственный стиль — сочетание энергичных гитарных и пышных клавишных партий с эмоциональным, «романтическим» вокалом. Главным синглом с диска считалась песня «All Night Long», чёрно-белый видеоклип на которую получил ротацию на MTV, однако журналисты более высоко оценили другой трек — «Time Has Got Nothing to Do With It», классическую балладу восьмидесятых.
Популярность Питера Мёрфи окончательно укрепил его третий диск Deep, вышедший в 1989 году и занявший высокие позиции в американских чартах (во многом благодаря хиту «Cuts You Up», отмеченному явным влиянием Дэвида Боуи). На этом альбоме, успех которого так и остался непревзойдённым для музыканта, впервые появились восточные мотивы.

### Эмиграция и поздние альбомы
Начало 1990-х годов стало для Питера Мёрфи своего рода переломным моментом. Он увлёкся суфизмом и творчеством Георгия Гурджиева, что привело его к принятию ислама; в 1992 году он эмигрировал в Турцию вместе с женой Бейхан, турецкой танцовщицей. С этого момента элементы восточной музыки окончательно заняли важное место в сольном творчестве Мёрфи. Его очередной альбом Holy Smoke, вышедший в 1992 году, был встречен слушателями и критиками намного более холодно, нежели предыдущие диски. Следующая студийная работа Мёрфи, Cascade, представленная в 1995 году, также не привлекла внимания слушателей, хотя некоторые критики оценили её электронное звучание достаточно высоко.
В 1998 году Мёрфи выпустил EP Recall, на котором были собраны некоторые его старые композиции, перезаписанные с участием музыкантов из группы KMFDM. Вскоре после этого он вновь ненадолго объединился со своими бывшими коллегами по Bauhaus, чтобы провести концертное турне. При этом он отказался исполнять некоторые песни, изначально вошедшие в сет-лист, объяснив это тем, что их тексты не соответствуют религиозным нормам ислама. В 2000 году певец провёл два сольных гастрольных тура, а также неожиданно принял участие в готическом фестивале Convergence; записанный материал впоследствии был издан в виде двойного концертного альбома Alive Just for Love. Затем он вернулся к работе над новым музыкальным материалом и в 2002 году выпустил новый студийный диск Dust, записанный совместно с турецким музыкантом Мерканом Деде. Этот альбом стал намного более экспериментальным по сравнению с предыдущими работами Мёрфи — на нём можно обнаружить элементы прогрессив-рока, транса и неоклассики — и оказался высоко оценён критиками.
Следующий диск музыканта вышел в 2004 году и получил название Unshattered. На этом альбоме Мёрфи вернулся к той стилистике, в которой были исполнены его ранние работы — «тёплому» акустическому поп-року. В поддержку Unshattered певец вновь провёл масштабный тур вместе с Nine Inch Nails, на котором исполнял как свои песни, так и старые композиции Bauhaus. Он также согласился временно присоединиться к Эшу и братьям Хаскинсам, чтобы отыграть концерт на фестивале «Коачелла».

### Современное творчество
В 2008 году бывшие участники Bauhaus приняли решение возобновить совместную деятельность для записи нового альбома Go Away White. Работа над первым за 25 лет студийным диском заняла у группы всего восемнадцать дней, однако за это короткое время музыканты успели окончательно разочароваться в дальнейшем сотрудничестве. По мнению некоторых критиков, альбом в итоге оказался похож скорее на попытку совместить сольное творчество Мёрфи с музыкой Love And Rockets. Вклад Питера Мёрфи в запись Go Away White был неоднозначно оценён музыкальными журналистами — если одни охарактеризовали его положительно, то другие остались крайне разочарованы.
После окончательного распада Bauhaus Питер Мёрфи вернулся к концертной деятельности, проведя несколько совместных туров с Nine Inch Nails. Он также выпустил (исключительно в электронном виде) несколько кавер-версий песен Джона Леннона, Дэвида Боуи, Nine Inch Nails и Joy Division. В 2010 году Мёрфи предложил Брендану Перри устроить общее турне, однако спустя некоторое время отказался от сотрудничества, объяснив это проблемами со здоровьем. Поведение певца вызвало сильное раздражение у Перри, который достаточно резко высказался в его адрес на своём официальном форуме.
В том же 2010 году Мёрфи исполнил эпизодическую роль древнего вампира в фильме «Сумерки. Сага. Затмение»; по словам режиссёра Дэвида Слэйда, у него не было других кандидатур, кроме бывшего вокалиста Bauhaus, прославившегося благодаря песне «Bela Lugosi’s Dead». После этого певец отправился в тур в поддержку своего нового альбома Ninth, релиз которого был назначен на 2011 год, и начал переговоры с Миком Карном насчёт воссоединения Dali’s Car. Тот согласился вновь поработать с Мёрфи, однако музыканты успели записать лишь четыре песни, когда Карн скончался от рака 4 января 2011 года.
Вышедший в 2011 году альбом Ninth получил одобрительные отзывы критиков, отметивших возвращение элементов готик-рока и пост-панка в творчество музыканта.
В 2014 году Питер Мёрфи выпустил альбом Lion, который стилистически включал в себя в том числе элементы индастриал-рока. Lion стал первым альбомом со времён Holy Smoke, который попал в Billboard 200, однако, несмотря на это, был назван некоторыми критиками одним из самых неудачных альбомов, что когда-либо издавал Мёрфи. Через год, в 2015 году, им выпущен диск Remixes from Lion, в котором были представлены ремиксы от британского музыканта Youth, а также четыре песни, записанные для Lion, но не попавшие в него.

## Стиль, влияние
Питер Мёрфи считается одним из первых музыкантов, заложивших традиции готик-рока во времена своего участия в Bauhaus — его глубокий баритон стал эталоном, на который позже ориентировались многие исполнители в этом жанре, а мрачный внешний вид и поведение на сцене оказали воздействие на формирование «классического» готического имиджа.
Ещё будучи вокалистом Bauhaus, Питер Мёрфи находился под сильным влиянием Дэвида Боуи, чьё творчество в немалой степени воздействовало на формирование собственной певческой манеры Мёрфи и его имиджа. Впоследствии это влияние отчётливо проявилось и на ранних сольных альбомах музыканта, например, на дисках Love Hysteria и Deep. Уже на первом собственном альбоме Мёрфи отошёл от готик-рока и пост-панка, представив слушателям решённый в духе мейнстрима поп-рок; позднее, начиная с 1990-х годов, его творчество несколько усложнилось — в нём появились восточные этнические мотивы, элементы арт-рока и электронной музыки. Одной из наиболее сложных и ярких работ музыканта критики считают диск Dust. Как отмечают музыкальные журналисты, некоторые признаки пост-панка и готик-рока вновь можно обнаружить на диске Мёрфи Ninth, равно как и элементы менее характерных для него жанров — например, стоунер-рока.

### Сценический образ
Во времена Bauhaus Мёрфи получил известность благодаря эпатирующему, порой даже грубому поведению на сцене. На некоторых ранних концертах группы он вёл себя в духе панка, выкрикивая оскорбления в адрес зрителей и даже, по воспоминаниям очевидцев, набрасывался на тех из них, что стояли в первых рядах. Позднее, с изменением стиля коллектива, его сценический образ эволюционировал, приблизившись к холодному андрогинному образу, характерному для глэм-музыкантов; эту внешность он сохранил, перейдя к сольному творчеству. Мёрфи порой придумывал настоящие представления для концертов Bauhaus: так, песню «Bela Lugosi’s Dead» он обычно пел, облачившись в чёрный плащ, а во время исполнения композиции «Stygmata Martyr», имевшей ярко выраженный антирелигиозный подтекст, позировал, изображая распятие.

## Дискография
| - Should the World Fail to Fall Apart (1986) - Love Hysteria (1988) - Deep (1989) - Holy Smoke (1992) - Cascade (1995) - Dust (2002) - Unshattered (2004) - Ninth (2011) - Lion (2014) - Alive Just for Love (2001) - Mr. Moonlight Tour - 35 Years of Bauhaus (2014) - Wild Birds Live Tour (2015) - Bare-Boned and Sacred (2017) - Wild Birds: 1985—1995 (2000) | - «Final Solution» (1985) - «Blue Heart» (1986) - «Tale of the Tongue» (1986) - «All Night Long» (1988) - «Blind Sublime» (1988) - «Indigo Eyes» (1988) - «The Line Between the Devil’s Teeth (And That Which Cannot Be Repeat)» (1989) - «Cuts You Up» (1990) - «A Strange Kind of Love» (1990) - «You’re So Close» (1992) - «The Sweetest Drop» (1992) - «Hit Song» (1992) - «The Scarlet Thing in You» (1995) - «I’ll Fall with Your Knife» (1995) - Recall EP (1997) - «I Spit Roses» (2011) - «Seesaw Sway» (2011) |